# 산소 발생 복합체

코크 회로(Kok cycle). 망가니즈 중심의 산화 상태는 논쟁의 여지가 있다.

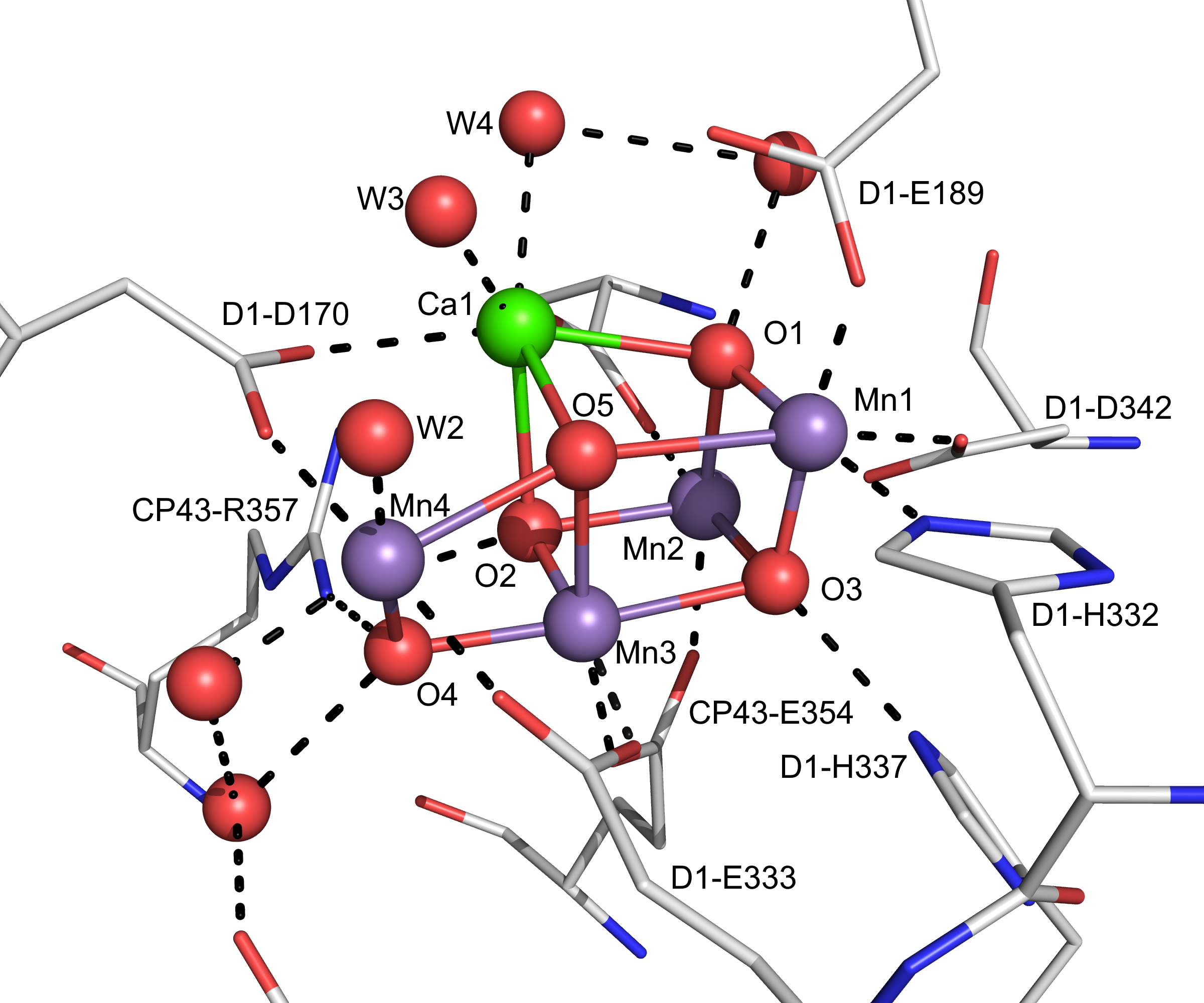
1.9 Å 분해능에서 광계 II의 산소 발생 복합체의 Mn_{4}O_{5}Ca 코어의 X선 결정 구조.

산소 발생 복합체(酸素發生複合體, 영어: oxygen-evolving complex, OEC)는 광합성의 명반응 동안 물의 광분해에 관여하는 물을 산화시키는 데 관여하는 효소이다. 물 분해 복합체(영어: water-splitting complex)라고도 한다. 산소 발생 복합체는 막-내강 경계면에서 광계 II의 4개의 핵심 단백질로 둘러싸여 있다. 물을 분해하는 메커니즘은 4번째 광자가 물을 산화시키는 데 충분한 에너지를 제공하기 전에 3개의 광자를 흡수하는 것과 관련된다. 1970년에 코크()에 의해 널리 받아들여진 이론에 기초하여 이 복합체는 S0에서 S4까지 5가지 상태로 존재할 수 있다. S0가 가장 많이 환원된 상태이고, S4가 가장 많이 산화된 상태이다. 광계 II에 갖힌 광자는 계를 S0 상태에서 S4상태로 이동시킨다. S4는 불안정하며 물과 반응하여 유리 산소를 생성한다. 산소 발생 복합체는 가장 낮은 상태인 S0으로 재설정되기 위해 2개의 물 분자를 사용하여 4개의 전자를 뽑아낸다.
산소 발생 복합체의 활성 부위에는 Mn4Ca1OxCl1–2(HCO3)y라는 화학식을 갖는 망가니즈와 칼슘의 클러스터가 포함되어 있다. 이 클러스터는 D1 및 CP43 소단위체에 의해 조정되고 외재성 막 단백질에 의해 안정화된다. 그 외의 특징에 대해서도 검토되었다.
현재 산소 발생 복합체의 메커니즘은 완전히 이해되지 않았다. Ca+2, Cl−1 및 금속 클러스터를 둘러싸고 있는 막 단백질의 역할과 함께 잘 이해되지 않고 있다. 알려진 것의 대부분은 섬광 광분해 실험, 전자 스핀 공명, X선 분광법을 통해 밝혀졌다.

## 같이 보기
- 광합성
- 명반응
- 광계 II